# Protaetia procera
Protaetia procera är en skalbaggsart som beskrevs av White 1856. Protaetia procera ingår i släktet Protaetia och familjen Cetoniidae. Inga underarter finns listade i Catalogue of Life.